# Oxynaspis pacifica
Oxynaspis pacifica is een rankpootkreeftensoort uit de familie van de Oxynaspididae. De wetenschappelijke naam van de soort is voor het eerst geldig gepubliceerd in 1931 door Hiro.